# 長岡市立北辰中学校
長岡市立北辰中学校（ながおかしりつ ほくしんちゅうがっこう）は、新潟県長岡市（旧和島村）島崎に所在する市立中学校。

## 概要
1954年に開校。全校生徒数は142名（1年47名・2年46名・3年49名、2008年度）。

## 沿革
- 1953年9月15日 - 校舎竣工。
- 1954年
  - 1月1日 - 島田村・桐島村組合立北辰中学校として開校。
  - 12月4日 - 体育館竣工。
- 1955年3月31日 - 両村の合併に伴い和島村立北辰中学校と改称。
- 1956年9月2日 - 高畑地区の生徒を西越中学校より編入。
- 1958年11月8日 - 校歌制定（作詞：松岡譲、作曲：小山郁之進）。
- 1963年6月24日 - ミルク給食開始。
- 1976年10月19日 - 米飯給食開始。
- 1981年9月1日 - 新校舎竣工、開校式挙行。
- 1982年
  - 11月12日 - 新体育館竣工。
  - 12月11日 - 新校舎・体育館竣工式挙行。
- 2006年1月1日 - 長岡市への編入合併に伴い現校名に改称。

## 通学区域
#外部リンクを参照。

### 進学前小学校
- 長岡市立和島小学校

## 交通
- JR越後線 小島谷駅から徒歩25分。

## 著名な出身者
- 久住小春（元モーニング娘。、上京に伴い転出）